# David Clelland
David Gordon Clelland, född 27 juni 1943 i Gateshead, är en brittisk Labourpolitiker. Han var parlamentsledamot för valkretsen Tyne Bridge från 1985, då han vann ett fyllnadsval, till 2010. Innan dess var han ledare för Gatesheads distriktsfullmäktige. Han var whip från 1995 till 2001.